# К'ак'-Тілів-Чан-Чаак
К'ак'-Тілів-Чан-Чаак (6 січня 688 — бл. 728) — ахав (цар) Саальського царства з 693 до бл. 728 року (фактино з 706 року). На його час приходиться політичне і економічне піднесення держави. Ім'я перекладається як «Небесний Чаак, що запалює вогонь».

## Життєпис
Походив з 2-ї династії Сааля. Син Іш-Вак-Чан-Ахав, цариці з династії Дос-Пілас. Про батька немає відомостей (вважається, що він був родичем поваленої 1-ї династії). Народився у 688 році. 9.13.1.3.19, 5 Кавак 2 Яшк'ін (31 травня 693 року) відбулася церемонія сходження на трон. Водночас уся влада зберегалася в його матері. За час її правління К'ак'-Тілів-Чан-Чаак брав участь лише в ритуальних церемоніях, зокрема 26 січня 702 року на честь святкування закінчення періоду (9.13.10.0.0, 7 Ахав 3 Кумк'у).
Близько 706 року помирає Іш-Вак-Чан-Ахав, що дозволило цареві розпочату власну політику. Того ж року розпочато нові походи проти сусідів. У день 9.13.14.4.2, 8 Ік' 0 Сіп (28 березня 706 року) був переможено державу Йооц' (невелике царство в Північно-Східному Петені). Його ахава зображено побитим і розтоптаним на Стелі 21.
Втім головною метою в цей час для К'ак'-Тілів-Чан-Чаака було підкорення царства Яшха. Він виступив в похід 9.13.18.4.18, 8 Ецнаб' 16 Во' (23 березня 710 року), змушивши царя Яшхі тікати, залишивши в столиці дружину, яка потрапила в полон до переможців. К'ак'-Тілів-Чан-Чаак захопив місто і через три місяці, в червні 710 року, звелів викопати з могили кістки недавно померлого царя Яшхи Яш-Б'олон-Чаака і розкидати їх на островах. Знищення царських рештків було покликане зруйнувати зв'язок між предками і нащадками, тим самим знищити магічну основу могутності попередньої династії Яшхі. Судячи з того, що в титулатурі К'ак'-Тілів-Чан-Чаака відсутня епітет «цар Йашха», він не приєднав це царство до своїх володінь. Тут був посаджений якийсь знатний рід, можливо бічна лінія саальських володарів. У квітні 711 року К'ак'-Тілів-Чан-Чаак підпорядкував невеличке царство Сакха', розташоване на південь від озера Яшха.
У день 9.14.2.15.7, 6 Маник '5 Кех (27 вересня 711 року) саальскі війська на чолі із К'ак'-Тілів-Чан-Чааком виступили проти повсталого царства Сакха', землі якого було сплюндровано. 9.14.0.0.0, 6 Ахав 13 Муваан (5 грудня 711 року) К'ак'-Тілів-Чан-Чаак відсвяткував закінчення к'атуна. У 712 році нові царі Йооц'а и К'анвіца визнали зверхність К'ак'-Тілів-Чан-Чаака. саальський вплив зберігалося і в царстві Тууб'аль, царівна якого — Іш-Унен-Балам — стала дружиною К'ак'-Тілів-Чан-Чаака.
До 714 року він позбувся залежності від Канульського царства. У 714 році було укладено мирний договір з Мутульським царством, яке визнало усі загарбання саальського царя. Після цього К'ак'-Тілів-Чан-Чаак включив в свою титулатуру епітет «вук-цук», тобто «Сім Частин» (було стародавньою назвою всього Східного Петена).
В наступні роки продовжував військові походи. В день 9.14.4.7.5, 5 Чікчан 13 Сіп (7 квітня 716 року) було завойовано якесь поселення (назву ще не встановлено). Походи продовжили у 718 і 719 роках. У квітні 726 року якісь «принци» за царським наказом вирушили в похід на Кок (або Коком). На честь цих успіхів було встановлено стели 18, 28, 31. Помер К'ак'-Тілів-Чан-Чаак близько 728 року. Владу успадкував його молодший брат Яш-Майуй-Чан-Чаак.